# White Wife

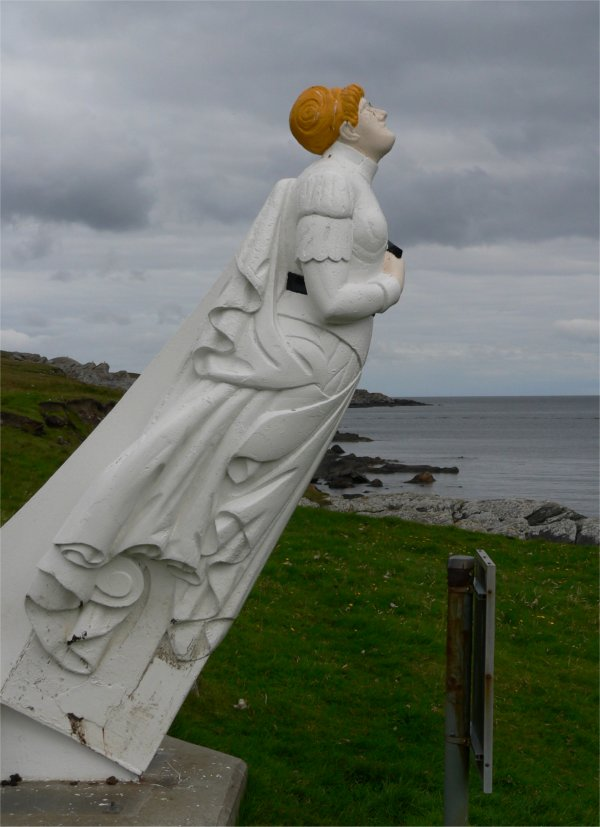
The White Wife.

De White Wife, ook de White Lady genoemd, was het boegbeeld van het schip Bohus, dat op 26 april 1924 is vergaan aan de oostkust van het Shetlandse eiland Yell.

## Geschiedenis
De Duitse bark Bohus vertrok op 23 april 1924 vanaf Göteborg in de richting van Chili met 39 bemanningsleden. Het schip raakte 60 mijl uit koers door een stuurfout van kapitein Blume. In dikke mist raakte het schip vast op de rotsen aan de oostkust van Yell, in de buurt van het plaatsje Otterswick. Het schip sloeg snel aan stukken en zonk.
De bevolking van Yell kwam het schip vlot te hulp en wist veel van de bemanningsleden te redden. Ook cadet Josef Anton Eberth slaagde er zelfstandig in om vier van zijn medebemanningsleden te redden. Hij verdronk uiteindelijk zelf bij deze reddingspogingen. In totaal kwamen vier bemanningsleden om.

## Standbeeld

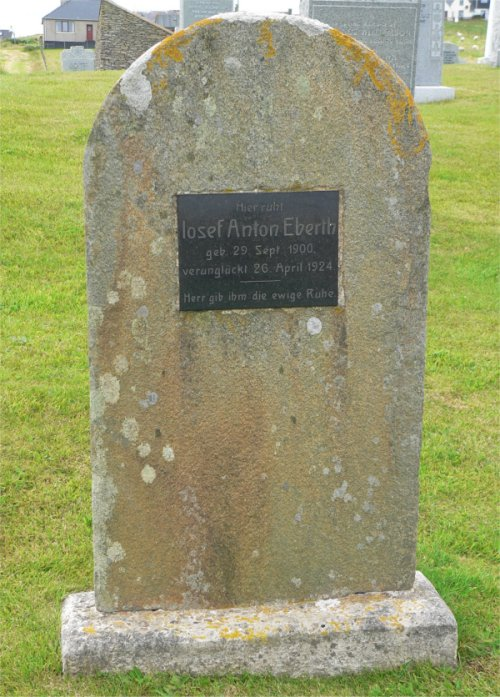
Het graf van Cadet Eberth te Mid Yell.

In september 1924 spoelde het boegbeeld van de Bohus aan op Yell. De bevolking van Yell heeft het beeld vervolgens aan de kust geplaatst als standbeeld. Het kijkt nu uit over de plaats waar de Bohus verging. Het beeld stelt een vrouw voor, die met haar rechterhand een bijbel tegen haar borst gedrukt houdt.

## Graf
Cadet Eberth werd begraven op het kerkhof bij de ruïne van St John's Kirk (Mid Yell) in Mid Yell.